# Конево (Кемеровская область)
Ко́нево — село в Беловском районе Кемеровской области. Входит в состав Моховского сельского поселения.

## География
Центральная часть населённого пункта расположена на высоте 175 метров над уровнем моря.

## Население
По данным Всероссийской переписи населения 2010 года, в селе Конево проживает 320 человек (156 мужчин, 164 женщины).